# Isaac C. Singleton Jr.
Isaac C. Singleton Jr. est un acteur américain né à Melbourne, en Floride (États-Unis).

## Filmographie

### Cinéma
- 1998 : McCinsey's Island : Samson
- 1999 : Pirates: 3D Show : Black pirate
- 1999 : Ready, Willing & Able : Mo Cooper
- 1999 : Galaxy Quest : Sarris' Guard
- 2000 : Charlie et ses drôles de dames (Charlie's Angels) : Kidnapper
- 2001 : Fish : Guard #1
- 2001 : La Planète des singes (Planet of the Apes) : Limbo's 2nd Handler / 1st Ape Soldier
- 2001 : Los Bravos (vidéo) : Thug in alley #1
- 2003 : Self Control (Anger Management) : Air Marshal
- 2003 : Pirates des Caraïbes : La Malédiction du Black Pearl (Pirates of the Caribbean: The Curse of the Black Pearl) : Bo'sun
- 2004 : Breaking Dawn : Attendant Rufus
- 2005 : Wit's End : Doctor
- 2005 : 2001 Maniacs : The Butcher
- 2005 : Disaster! : Donkey Dixon (voix)
- 2006 : Hooked : Xerox
- 2007 : Manhattan Samouraï (Fist of the Warrior) : Frank
- 2008 : Dragon Hunter : Olick
- 2009 : The Perfect Sleep : Gregor
- 2009 : Haitian Nights : T-Neg
- 2009 : Super Capers : Special Agent Smith #2
- 2009 : Take My Wife : Rod
- 2009 : Whiskey Neat : Jack Philly
- 2010 : Andy Crumb : Hippo (voix)
- 2010 : Promotheus, commando stellaire : Commandant Karza
- 2011 : Duel of Legends : Ajax
- 2013 : Virtually Heroes : Bebop
- 2016 : Deadpool : Boothe
- 2024 : Transformers : Le Commencement : Darkwing

### Télévision
- 1997 : The Mystery Files of Shelby Woo (série télévisée) : Terry Hayward
- 1998 : X-Files : Aux frontières du réel (The X-Files) (série télévisée) : 1st Roughneck
- 1999 : Sabrina, l'apprentie sorcière (Sabrina, the Teenage Witch) (série télévisée) : Bouncer
- 1999 : Le Flic de Shanghaï (Martial Law) (série télévisée) : Maggio
- 2000 : Sheena, Reine de la Jungle (série télévisée)
- 2001 : Hellsing (Herushingu) (série télévisée) : Incognito (voix)
- 2001 : Preuve à l'appui (Crossing Jordan) (série télévisée) : Rudy Coombs
- 2004 : Monster (série télévisée) : Peter Jürgens
- 2004 : Open Call (série télévisée) : In the Corner with Brian Vermeire's Announcer
- 2007 : Polly and Marie (téléfilm) : Kelly Richaurd
- 2007 : Burn (téléfilm) : Evon
- 2008 : The Sarah Silverman Program (série télévisée) : Tricky-D
- 2017 : Esprits criminels (série télévisée) : Orderly (saison 13, épisode 5)